# Петро Лунак Кміта
Пйотр Лунак Кміта із Собенії, герб Шренява (помер 1430 р.) - чашник Сандомира (1412 р.). 
Народився в сім'ї Ганни та Петра (помер 1409) Кмітів.
Він одружився з Катажиною Жешовською та мав з нею сина Яна Кміту "Тупого" (помер до 1435 р.), який одружився з Барбарою Вонтробою зі Стшелець (донькою сандомирського каштеляна). Мав доньку Малгожату, яка вийшла заміж за Яна Голіана з Обіхова - адміністратора Познані.